# Acreúna
Acreúna, amtlich Município de Acreúna, ist eine brasilianische politische Gemeinde und Stadt im Bundesstaat Goiás in der Mesoregion Süd-Goiás und in der Mikroregion Vale do Rio dos Bois.
Sie liegt südwestlich der brasilianischen Hauptstadt Brasília und ist über die Bundesstraße BR-060 153 km von Goiânia, der Hauptstadt des Bundesstaates, entfernt. Das brasilianische Statistikamt schätzte die Bevölkerungszahl zum 1. Juli 2019 auf 22.366 Einwohner.
Stadtpräfekt ist seit der Kommunalwahl 2016 Edmar Oliveira Alves Neto des Partido da Social Democracia Brasileira (PSDB).

## Geographische Lage
Acreúna grenzt
- im Norden an die Gemeinden Paraúna und Jandaia
- im Osten an Indiara und Edéia
- im Süden an Turvelândia
- im Südwesten an Santa Helena de Goiás
- im Westen an Santo Antônio da Barra